# Götterdämmerung (álbum de Megaherz)
Götterdämmerung (en español, "El ocaso de los dioses") es el séptimo álbum de estudio de la banda de metal industrial alemana Megaherz lanzado el 20 de enero de 2012. Éste es el primer disco con el guitarrista Christoph Klinke en sustitución de Roland Vencelj, quien dejó la banda en el 2011. El álbum presenta cierta rasgos parecidos con el sonido de Rammstein con sonidos electrónicos. Tiene como sencillo promocional la canción "Jagdzeit", que fue lanzado el 23 de diciembre de 2011. El disco llegó a posicionarse en el #19 en las listas alemanas.

## Lista de canciones
| N.º | Título                       | Traducción                | Duración |  |
| 1.  | «Jagdzeit»                   | Temporada de caza         | 4:16     |  |
| 2.  | «Heute Nacht»                | Esta noche                | 5:43     |  |
| 3.  | «Keine Zeit»                 | Sin tiempo                | 3:50     |  |
| 4.  | «Das Licht Am Ende Der Welt» | La luz al final del mundo | 4:29     |  |
| 5.  | «Rabenvater»                 | Papá cuervo               | 3:58     |  |
| 6.  | «Prellbock»                  | Amortiguador              | 4:11     |  |
| 7.  | «Mann Im Mond»               | Hombre en la luna         | 5:15     |  |
| 8.  | «Feindbild»                  | Enemigo                   | 4:42     |  |
| 9.  | «Herz Aus Gold»              | Corazón de oro            | 5:29     |  |
| 10. | «Abendstern»                 | Estrella vespertina       | 3:44     |  |
| 11. | «Kopf Oder Zahl»             | Cara o cruz               | 4:07     |  |

## Edición limitada
| N.º | Título                                        | Duración |  |
| 12. | «Jagdzeit (Grenderl Remix)»                   | 4:47     |  |
| 13. | «Jagdzeit (Blitzkid Gunnar's Predator Remix)» | 4:02     |  |